# 66
66 (шестдесет и шеста) година е обикновена година, започваща в сряда по юлианския календар.

## Събития

### В Римската империя
- Продължава принципата на Нерон Клавдий Цезар Август Германик (54-68 г.)
- Консули на Римската империя са Гай Лукций Телезин и Гай Светоний Павлин. Суфектконсули през тази година стават Марк Аний Африн, Гай Пакций Африкан, Марк Арунций Аквила и Марк Ветий Болан.
- Съобразно споразумението от 63 г., Тиридат I посещава Рим и получава царската си диадема от Нерон.[1]
- Гай Петроний Арбитер е осъден на смърт заради обвинения в приятелство с участник в Пизоновия заговор и се самоубива.[2]
- Нерон предизвиква съдебни процеси срещу редица считани от него за политически противници видни римляни. На смърт са осъдени сенатори като Публий Клодий Тразеа Пет и Барей Соран. След като разбират присъдите си двамата се самоубиват.[2]
- Разкрит е заговор начело с Луций Аний Винициан, който е екзекутиран. Това хвърля съмнения и върху неговия тъст Гней Домиций Корбулон.[3]
- Нерон се жени за Стацилия Месалина.

#### В Юдея
- Май/Юни - Стълкновение между елинизираното население и евреите в Цезарея.Прокураторът на Юдея Гесий Флор отнема 17 таланта от съкровищницата на Йерусалимския храм под претекст, че го прави заради дължими данъци.[4] Това предизвиква недоволството на еврейското население и се стига до кървави сблъсъци. Положението бързо излиза извън контрола на клиентския на римляните местен елит, към който принадлежи местния цар Ирод Агрипа II. Пренасянето на жертви в името на императора в храма е преустановено, в знак на опълчване срещу римската власт.[5]
- Начало на първото голямо еврейско въстание срещу римската власт. Римският гарнизон в Йерусалим е избит. Управителят на провинция Сирия легат Гай Цестий Гал е натоварен с потушаването на бунта. Той потегля с голяма войска от римски и съюзни сили, в ядрото на която е XII Мълниеносен легион.
- Елинизираното население на множество градове като Цезарея, Ашкалон, Тир и дори Александрия унищожава тамошните еврейски колонии.[6]
- Септември - Цестий Гал и войската му достигат Птолемаида и след това си подсигуряват контрола над Галилея.
- Октомври/Ноември - Цестий Гал се насочва към Йерусалим и обсажда града. Най-вероятно поради проблеми със снабдяването и подкрепленията решава да вдигне обсадата и да се оттегли към брега. Римското отстъпление е зле организирано и войската попада на засада устроена от еврейските бунтовници. Римските загуби възлизат на около 5 000 войници.[7]
- Евреите избират ръководители, начело с Анна бен Анна и Йосиф бен Гурион, които да поведат отбраната на въстаналите територии. Назначени са военни началници на всички контролирани от въстаниците територии. Станалият известен по-късно като историк Йосиф Флавий е назначен за командващ в Галилея.[7]

## Починали
- Клавдия Антония, дъщеря на император Клавдий (роденa 30 г.)
- Луций Аний Винициан, римски политик (роден 36 г.)
- Руфрий Криспин, римски конник и преториански префект
- Сервий Корнелий Орфит, римски политик и консул
- Публий Клодий Тразеа Пет, римски политик и философ
- Петроний, древноримски автор (роден 27 г.)
- Антисция Полита, римска патрицианка
- Гней Сентий Сатурнин, римски политик и консул
- Марция Сервилия, дъщеря на сенатор Барей Соран (роденa ок. 40 г.)
- Гай Аниций Цериал, римски политик и суфектконсул